# Lubricogobius
A Lubricogobius a csontos halak (Osteichthyes) főosztályának a sugarasúszójú halak (Actinopterygii) osztályába, ezen belül a sügéralakúak (Perciformes) rendjébe, a gébfélék (Gobiidae) családjába és a Gobiinae alcsaládjába tartozó nem.

## Rendszerezés
A nembe az alábbi 4 faj tartozik:
- Lubricogobius dinah Randall & Senou, 2001
- Lubricogobius exiguus Tanaka, 1915 - típusfaj
- Lubricogobius ornatus Fourmanoir, 1966
- Lubricogobius tre Prokofiev, 2009[1][2][3][4][5][6][7][8]